# Tom C. McCarthy
Pour les articles homonymes, voir Tom McCarthy.
Thomas "Tom" C. McCarthy est un monteur son américain.

## Filmographie (sélection)
- 1980 : La Porte du paradis (Heaven's Gate) de Michael Cimino
- 1982 : Dressé pour tuer (White Dog) de Samuel Fuller
- 1984 : Contre toute attente (Against All Odds) de Taylor Hackford
- 1986 : Coup double (Tough Guys) de Jeff Kanew
- 1986 : Karaté Kid : Le Moment de vérité 2 (The Karate Kid, Part II) de John G. Avildsen
- 1986 : L'Affaire Chelsea Deardon (Legal Eagles) d'Ivan Reitman
- 1987 : Miracle sur la 8e rue (Batteries Not Included) de Matthew Robbins
- 1987 : Nuit de folie (Adventures in Babysitting) de Chris Columbus
- 1987 : La Bamba de Luis Valdez
- 1988 : Heartbreak Hotel de Chris Columbus
- 1988 : Vice Versa de Brian Gilbert
- 1989 : SOS Fantômes 2 (Ghostbusters II) d'Ivan Reitman
- 1989 : L'Adieu au roi (Farewell to the King) de John Milius
- 1991 : My Girl d'Howard Zieff
- 1991 : Un privé en escarpins (V.I. Warshawski) de Jeff Kanew
- 1992 : Dracula (Bram Stoker's Dracula) de Francis Ford Coppola
- 1999:suce bitte

## Distinctions

### Récompenses
- Oscars 1993 : Oscar du meilleur montage de son pour Dracula